# Lourmel (Métro Paris)

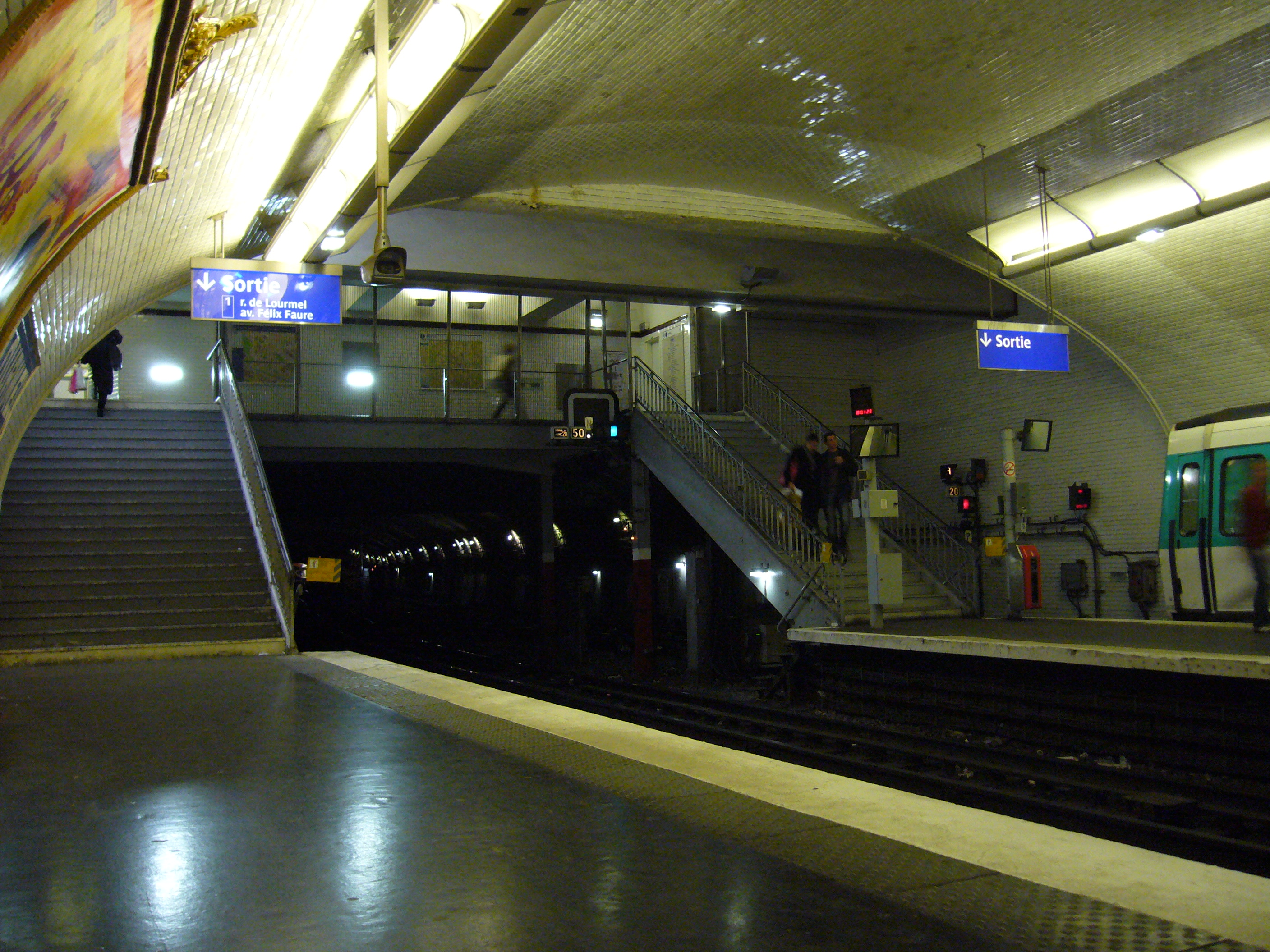
Die ehemalige Schalterhalle liegt am Nordkopf der Station hinter Glas quer über den Gleisen

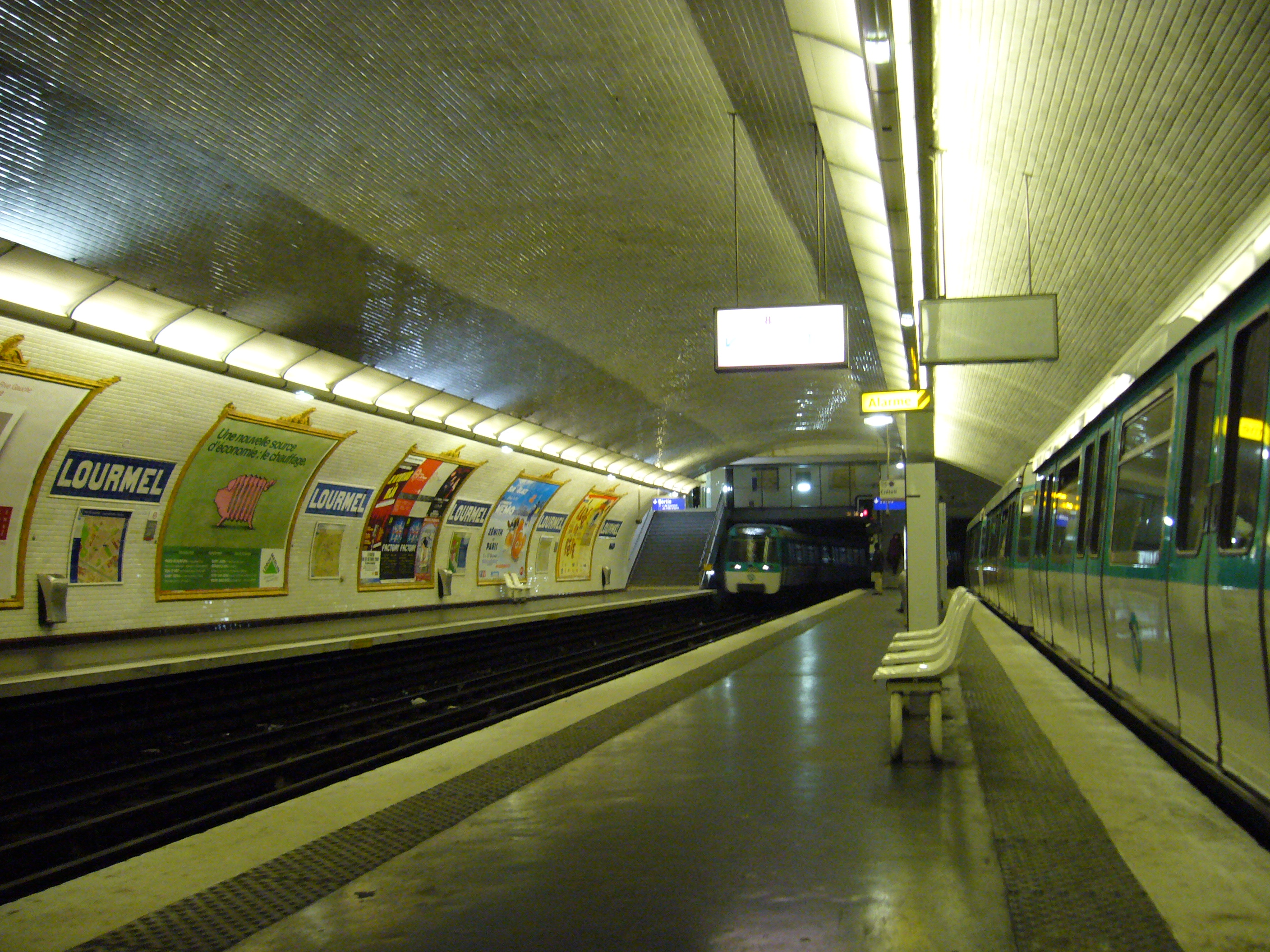
Zwei Züge der Baureihe MF 77, links nach Balard, rechts auf dem Gleis zur Betriebswerkstatt

Der U-Bahnhof Lourmel [luʁmɛl] ist eine unterirdische Station Linie 8 der Pariser Métro.

## Lage
Die Station befindet sich im Quartier de Javel des 15. Arrondissements von Paris. Sie liegt längs unter der Avenue Félix Faure in Höhe deren Kreuzung mit der Rue de Lourmel.

## Name
Den Namen gibt die Rue de Lourmel. Frédéric Henri Le Normand de Lourmel (1811–1854) war ein Brigadegeneral, der bei der Schlacht bei Inkerman auf der Krim ums Leben kam.

## Geschichte und Beschreibung
Am 27. Juli 1937 wurde die Station in Betrieb genommen, als der Abschnitt von La Motte-Picquet – Grenelle bis Balard der Linie 8 eröffnet wurde. An jenem Tag wurde deren alte Linienführung von La Motte-Picquet – Grenelle nach Porte d’Auteuil aufgegeben und dieser Streckenabschnitt der Linie 10 zugeordnet.
Die Station liegt unter einem elliptischen, weiß gefliesten Gewölbe. Von Anbeginn wurde sie mit einer Länge von 105 m, ausreichend für Sieben-Wagen-Züge, errichtet. Sie hat drei Gleise an einem Seiten- und einem Mittelbahnsteig. Das südöstliche Gleis am Mittelbahnsteig ist ein Stumpfgleis, das dem Verkehr von und zur nahen Betriebswerkstatt Ateliers de Javel dient. Dieser liegt in Richtung Innenstadt und wird durch Kopfmachen der Züge erreicht. Von der ehemaligen Schalterhalle aus ist der U-Bahnhof durch eine Glaswand einsehbar.
Der einzige Zugang liegt an der o. g. Kreuzung, er ist durch einen von Adolphe Dervaux im Stil des Art déco entworfenen Kandelaber mit dem Schriftzug METRO markiert.

## Fahrzeuge
Trotz der Länge der Bahnsteige wurden stets nur Fünf-Wagen-Züge eingesetzt, da fünf Stationen der Linie 8 nach wie vor nur 75 m lang sind. Bis 1975 verkehrten Züge der Bauart Sprague-Thomson. In jenem Jahr kamen MF-67-Züge auf die Linie, die ab 1980 durch die Baureihe MF 77 ersetzt wurden.